# Lawashi Channel
Lawashi Channel är ett vattendrag i Kanada, som leder över vatten från Attawapiskat River till Lawashi River. Det ligger i provinsen Ontario, i den östra delen av landet, 900 km nordväst om huvudstaden Ottawa.